# Dasyatis izuensis
Dasyatis izuensis är en rockeart som beskrevs av Nishida och Nakaya 1988. Dasyatis izuensis ingår i släktet Dasyatis och familjen spjutrockor. IUCN kategoriserar arten globalt som nära hotad. Inga underarter finns listade i Catalogue of Life.